# Geitoneura latialis
Geitoneura latialis är en fjärilsart som beskrevs av Waterhouse och Charles Lyell 1914. Geitoneura latialis ingår i släktet Geitoneura och familjen praktfjärilar. Inga underarter finns listade i Catalogue of Life.